# Johannes Nicolaas Helstone

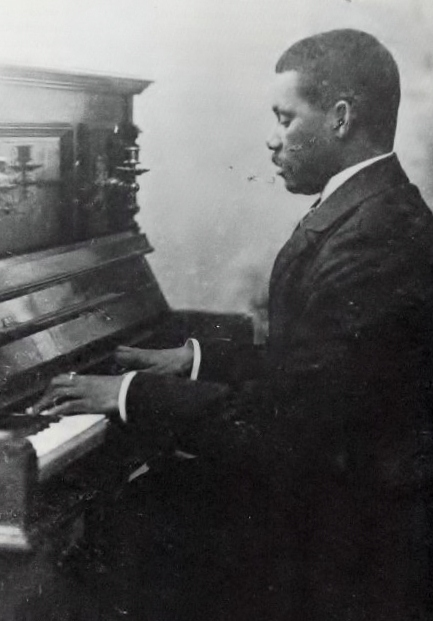
Johannes Helstone.

John Nicholas Helstone, nacido John Nicodemo Helstone (Berg en Dal, 11 de enero de 1853 - Paramaribo, 24 de abril de 1927) fue un pianista, compositor y escritor de Surinam.

## Orígenes
Según algunas otras fuentes -como la Enciclopedia de Surinam- habría nacido el 11 de enero de 1854. Nicolaas fue bautizado el 28 de febrero de 1857 en la plantación Berg en Dal con el nombre cristiano de Juan. Al producirse la abolición de la esclavitud en Surinam, en 1863 él se apersonó en el Registro Civil de la emancipación, para cambiar su nombre y apellido, y como  reconocimiento se agregó Nicodemo John Ulm. En el matrimonio de su madre Josefina Proserphina Ulm con el hombre de color Helston Nicolaas realizado el 15 de abril de 1872 Helston como marido de su madre lo reconoció como su hijo y, por tanto fue legitimado como Nicodemo John Helston.

## Trayectoria
Su talento musical fue reconocido en el internado de la Escuela Central EBG en Paramaribo y para promoverlo recibió Helston becas en dos oportunidades para estudiar en el Conservatorio de Leipzig (1880-1881 y 1893-1894). El 26 de abril de 1893, completó sus estudios "cum laude" en la Escuela superior de música de la Academia Mendelssohn de Leipzig.
El 25 de enero de 1899 un voraz incendio en Paramaribo afectó el estudio donde trabajaba Helston. A causa del fuego, perdió su inventario completo, incluyendo manuscritos de sus composiciones musicales y sus dos pianos. Este hecho lo afectó profundamente y por ello siguiendo el consejo de su médico emprendió su tercer viaje a Europa para descansar y alejarse de su infortunio.
Helston compuso obras para coro, piano, órgano y orquesta. Además de un gran drama musical bajo el título "Het pand der goden " (1906) con su propia escenografía. En su cuarto y último viaje a Alemania en 1907, mientras estaba en Berlín, se estrenó su obra magna Het pand der goden (Hogar de los dioses) que incluye texto en idioma alemán.

## Homenaje
En 1948 en la Plaza de la Iglesia en Paramaribo para celebrar el 95 cumpleaños de este músico se inauguró un monumento en su honor.